# گریسی فیلدز
گریسی فیلدز (انگلیسی: Gracie Fields; ۹ ژانویهٔ ۱۸۹۸ – ۲۷ سپتامبر ۱۹۷۹) هنرپیشه، خوانندگی اهل بریتانیا بود. وی بین سال‌های ۱۹۲۴ تا ۱۹۷۹ میلادی فعالیت می‌کرد.